# Пискупля
Писку́пля — историческая улица древнего Новгорода.
В Средние века была главной улицей новгородского Детинца.
Пискупля (то есть «Епископская») получила своё название из-за того, что мостилась на деньги новгородского епископа.
Улица пересекала территорию крепости и выходила к волховскому Великому мосту. С другой стороны выходила из Детинца через Спасскую башню в Людин конец и переходила затем в улицу Добрыня. Проезжая часть её была засыпана, очевидно, в XVIII веке и раскрыта раскопками в 1937 году.